# Hof (Norvège)
Pour les articles homonymes, voir Hof.
Hof est une ancienne kommune de Norvège située dans le comté de Vestfold. Elle fait partie maintenant de Holmestrand.
Au 1er janvier 2002, elle comprenait 3 048 habitants. La commune de Hof couvre 163 km² et est constituée des paroisses de Hof, Eidsfoss et Sundbyfoss. Son activité principale est basée sur l'agriculture et l'exploitation forestière. Hof est également connue pour ses ressources en gibier et en poisson.
Le nom d'origine provient du nom d'une ancienne ferme (en Vieux norrois Hof n) auprès de laquelle a été construite la première église.

## Liens
- Hofnett
- Eidsfoss
- Visiteidsfoss
- Hofposten
- Vestfoldnett
- Eikeren